# Iuliana Buhuș
Iuliana Buhuș (Bârlad, 4 de julio de 1995) es una deportista rumana que compite en remo.
Ganó dos medallas de oro en el Campeonato Mundial de Remo, en los años 2022 y 2023, y cinco medallas en el Campeonato Europeo de Remo entre los años 2018 y 2022.

## Palmarés internacional
| Campeonato Mundial | Campeonato Mundial       | Campeonato Mundial | Campeonato Mundial |
| Año                | Lugar                    | Medalla            | Prueba             |
| ------------------ | ------------------------ | ------------------ | ------------------ |
| 2022               | Račice (República Checa) | Medalla de oro     | Ocho con timonel   |
| 2023               | Belgrado (Serbia)        | Medalla de oro     | Ocho con timonel   |
| Campeonato Europeo |                          |                    |                    |
| Año                | Lugar                    | Medalla            | Prueba             |
| 2018               | Glasgow (Reino Unido)    | Medalla de plata   | Cuatro sin timonel |
| 2020               | Poznań (Polonia)         | Medalla de oro     | Dos sin timonel    |
| 2021               | Varese (Italia)          | Medalla de plata   | Dos sin timonel    |
| 2022               | Múnich (Alemania)        | Medalla de oro     | Ocho con timonel   |
| 2022               | Múnich (Alemania)        | Medalla de bronce  | Cuatro sin timonel |